# Édouard Ponsinet (rugby à XIII)
Pour les articles homonymes, voir Édouard Ponsinet.

a Compétitions nationales et continentales officielles uniquement.

b Matchs officiels uniquement.
Édouard Ponsinet est un joueur français de rugby à XIII, né le 18 novembre 1923 au 53 rue de Verdun à Carcassonne et décédé le 22 octobre 2006 à Fontiers-Cabardès où il fut conseiller municipal.
Il acquiert une grande partie de sa notoriété lors de la tournée de l'équipe de France en Australie en 1951, où le deuxième ligne fait même forte impression sur le public et la presse australienne.
À tel point que des clubs australiens veulent le recruter, mais il décline leur offre pour poursuivre sa carrière à Carcassonne.

## Biographie
Il jouait au poste de seconde ligne. Il eut trois filles avec sa première femme, Nora, qui mourut de maladie : Jacquie, Hélène et Sylvie. Seule Sylvie a des enfants : Gaëlle et Solène.
Dans le civil, il est cadre de l'EDF.
Né en 1923, il mûrit un potentiel physique exceptionnel sur les pistes d'athlétisme (il courait le 100 mètres en 11 s 3). En 1943, il est champion de France junior du triathlon. Pendant la Deuxième Guerre mondiale, le rugby à XIII est interdit et c'est à XV, sous les couleurs de l'AS Carcassonne, que Ponsinet fait ses débuts au rugby. En 1944, il remporte le titre de champion de France junior de XV avec l'ASC.
Quand l'AS Carcassonne repasse à XIII, il reste fidèle au club. En 1946, il remporte le premier doublé coupe-championnat de l'histoire de l'ASC. Ponsinet engrangea quelques titres supplémentaires avec l'ASC (championnat 50, 52 et 53, coupes 51 et 52). Puis il choisit de migrer à Lézignan où il a été entraîneur.
En 1950, avec Puig Aubert, il est dans les effectifs du Celtic de Paris.
Il fut sélectionné 18 fois en équipe de France et a fait partie du plus grand XIII de France de tous les temps, celui qui avait réalisé une tournée fantastique en Australie, en 1951. Il a formé avec Élie Brousse, une des meilleures deuxièmes lignes de tous les temps,.
Édouard Ponsinet repose au cimetière La Conte de Carcassonne. Un ouvrage est paru en 2014, basé sur des photos, notes et lettres retrouvées par sa fille,,.

### Rugby à XIII

#### En tant que joueur
- Collectif :
  - Vainqueur de la Coupe d'Europe des nations : 1949, 1951 et 1952 (France).
  - Vainqueur du Championnat de France : 1945, 1946, 1950, 1952 et 1953 (Carcassonne).
  - Vainqueur de la Coupe de France : 1946, 1947, 1951 et 1952 (Carcassonne).
  - Finaliste du Championnat de France : 1947, 1948, 1949 (Carcassonne) et 1959 (Lézignan).
  - Finaliste de la Coupe de France : 1945, 1948 et 1949 (Carcassonne).

##### Détails en sélection
| Matchs internationaux d'Édouard Ponsinet | Matchs internationaux d'Édouard Ponsinet | Matchs internationaux d'Édouard Ponsinet | Matchs internationaux d'Édouard Ponsinet | Matchs internationaux d'Édouard Ponsinet | Matchs internationaux d'Édouard Ponsinet | Matchs internationaux d'Édouard Ponsinet | Matchs internationaux d'Édouard Ponsinet | Matchs internationaux d'Édouard Ponsinet | Matchs internationaux d'Édouard Ponsinet | Matchs internationaux d'Édouard Ponsinet | Matchs internationaux d'Édouard Ponsinet |
|                                          | Date                                     | Adversaire                               | Résultat                                 | Compétition                              | Poste                                    | Points                                   | Essais                                   | Pen.                                     | Drops                                    |                                          |                                          |
| ---------------------------------------- | ---------------------------------------- | ---------------------------------------- | ---------------------------------------- | ---------------------------------------- | ---------------------------------------- | ---------------------------------------- | ---------------------------------------- | ---------------------------------------- | ---------------------------------------- | ---------------------------------------- | ---------------------------------------- |
| sous les couleurs de la France           |                                          |                                          |                                          |                                          |                                          |                                          |                                          |                                          |                                          |                                          |                                          |
| 1.                                       | 25 janvier 1948                          | Nouvelle-Zélande                         | 25-7                                     | Test-match                               | Deuxième ligne                           | -                                        | -                                        | -                                        | -                                        |                                          |                                          |
| 2.                                       | 10 avril 1949                            | Pays de Galles                           | 11-0                                     | Coupe d'Europe                           | Deuxième ligne                           | -                                        | -                                        | -                                        | -                                        |                                          |                                          |
| 3.                                       | 4 décembre 1949                          | Angleterre                               | 5-13                                     | Coupe d'Europe                           | Deuxième ligne                           | -                                        | -                                        | -                                        | -                                        |                                          |                                          |
| 4.                                       | 11 novembre 1950                         | Angleterre                               | 9-14                                     | Coupe d'Europe                           | Deuxième ligne                           | -                                        | -                                        | -                                        | -                                        |                                          |                                          |
| 5.                                       | 10 décembre 1950                         | Autres Nationalités                      | 16-3                                     | Coupe d'Europe                           | Talonneur                                | 3                                        | 1                                        | -                                        | -                                        |                                          |                                          |
| 6.                                       | 11 juin 1951                             | Australie                                | 26-15                                    | Tournée                                  | Talonneur                                | -                                        | -                                        | -                                        | -                                        |                                          |                                          |
| 7.                                       | 30 juin 1951                             | Australie                                | 11-23                                    | Tournée                                  | Talonneur                                | -                                        | -                                        | -                                        | -                                        |                                          |                                          |
| 8.                                       | 21 juillet 1951                          | Australie                                | 35-14                                    | Tournée                                  | Deuxième ligne                           | -                                        | -                                        | -                                        | -                                        |                                          |                                          |
| 9.                                       | 4 août 1951                              | Nouvelle-Zélande                         | 15-16                                    | Tournée                                  | Deuxième ligne                           | 3                                        | 1                                        | -                                        | -                                        |                                          |                                          |
| 10.                                      | 3 novembre 1951                          | Autres Nationalités                      | 14-17                                    | Coupe d'Europe                           | Deuxième ligne                           | -                                        | -                                        | -                                        | -                                        |                                          |                                          |
| 11.                                      | 23 décembre 1951                         | Nouvelle-Zélande                         | 8-3                                      | Test-match                               | Deuxième ligne                           | -                                        | -                                        | -                                        | -                                        |                                          |                                          |
| 12.                                      | 30 décembre 1951                         | Nouvelle-Zélande                         | 17-7                                     | Test-match                               | Deuxième ligne                           | -                                        | -                                        | -                                        | -                                        |                                          |                                          |
| 13.                                      | 6 avril 1952                             | Pays de Galles                           | 20-12                                    | Coupe d'Europe                           | Deuxième ligne                           | -                                        | -                                        | -                                        | -                                        |                                          |                                          |
| 14.                                      | 11 janvier 1953                          | Australie                                | 5-0                                      | Test-match                               | Deuxième ligne                           | -                                        | -                                        | -                                        | -                                        |                                          |                                          |
| 15.                                      | 25 janvier 1953                          | Australie                                | 13-5                                     | Test-match                               | Deuxième ligne                           | -                                        | -                                        | -                                        | -                                        |                                          |                                          |
| 16.                                      | 24 mai 1953                              | Grande-Bretagne                          | 28-17                                    | Test-match                               | Deuxième ligne                           | -                                        | -                                        | -                                        | -                                        |                                          |                                          |
| 17.                                      | 18 octobre 1953                          | Autres Nationalités                      | 10-15                                    | Coupe d'Europe                           | Deuxième ligne                           | -                                        | -                                        | -                                        | -                                        |                                          |                                          |

##### Statistiques
| Saison  | Saison         | Championnat           | Championnat | Coupe           | Coupe      | Sélection | Sélection | Sélection | Sélection | Sélection | Sélection | Sélection |
| Saison  | Saison         | Comp.                 | Class.      | Comp.           | Class.     | Comp.     | M         | Pts       | Ess.      | Buts      | Dp.       |           |
| ------- | -------------- | --------------------- | ----------- | --------------- | ---------- | --------- | --------- | --------- | --------- | --------- | --------- | --------- |
| 1944-45 | AS Carcassonne | Championnat de France | Vainqueur   | Coupe de France | Finaliste  |           |           |           |           |           |           |           |
| 1945-46 | AS Carcassonne | Championnat de France | Vainqueur   | Coupe de France | Vainqueur  |           |           |           |           |           |           |           |
| 1946-47 | AS Carcassonne | Championnat de France | Finaliste   | Coupe de France | Vainqueur  |           |           |           |           |           |           |           |
| 1947-48 | AS Carcassonne | Championnat de France | Finaliste   | Coupe de France | Finaliste  | CE        | 1         | -         | -         | -         | -         |           |
| 1948-49 | AS Carcassonne | Championnat de France | Finaliste   | Coupe de France | Finaliste  | CE        | 1         | -         | -         | -         | -         |           |
| 1949-50 | AS Carcassonne | Championnat de France | Vainqueur   | Coupe de France | 1/8 finale | CE        | 1         | -         | -         | -         | -         |           |
| 1950-51 | AS Carcassonne | Championnat de France | 1/2 finale  | Coupe de France | Vainqueur  | CE/T      | 6         | 6         | 2         | -         | -         |           |
| 1951-52 | AS Carcassonne | Championnat de France | Vainqueur   | Coupe de France | Vainqueur  | CE        | 4         | -         | -         | -         | -         |           |
| 1952-53 | AS Carcassonne | Championnat de France | Vainqueur   | Coupe de France | 1/4 finale | CE        | 3         | -         | -         | -         | -         |           |
| 1953-54 | AS Carcassonne | Championnat de France | 7e          | Coupe de France | 1/4 finale | CE        | 1         | -         | -         | -         | -         |           |
| 1954-55 | FC Lézignan    | Championnat de France | 12e         | Coupe de France | 1/8 finale |           |           |           |           |           |           |           |
| 1955-56 | FC Lézignan    | Championnat de France | 9e          | Coupe de France | 1/8 finale |           |           |           |           |           |           |           |
| 1956-57 | FC Lézignan    | Championnat de France | 12e         | Coupe de France | 1/2 finale |           |           |           |           |           |           |           |
| 1957-58 | FC Lézignan    | Championnat de France | 5e          | Coupe de France | 1/4 finale |           |           |           |           |           |           |           |
| 1958-59 | FC Lézignan    | Championnat de France | Finaliste   | Coupe de France | 1/4 finale |           |           |           |           |           |           |           |

### Rugby à XV

#### Statistiques en club
| Saison    | Saison         | Championnat           | Championnat   | Coupe | Coupe  |
| Saison    | Saison         | Comp.                 | Class.        | Comp. | Class. |
| --------- | -------------- | --------------------- | ------------- | ----- | ------ |
| 1943-1944 | AS Carcassonne | Championnat de France | Poule de huit |       |        |

## Distinction
- Médaille de la jeunesse, des sports et de l'engagement associatif, or (2002)